# Festa Major de Sant Andreu de Palomar
La Festa Major de Sant Andreu de Palomar se celebra entre final de novembre i principi de desembre al barri de Sant Andreu de Palomar, al districte de Sant Andreu de Barcelona. El fet d'haver estat una antiga vila dona a Sant Andreu una identitat pròpia molt marcada que s'expressa en el manteniment de moltes tradicions i, sobretot, en la festa major. El barri compta amb un bon reguitzell d'entitats centenàries, com el Centre Cultural els Catalanistes o el Casal Catòlic de Sant Andreu. Quan arriba la festa major la majoria d'associacions i entitats s'impliquen molt activament en l'organització de tota mena d'actes culturals, lúdics i esportius.
El tret de sortida de la festa major de cada any és l'Esclat Andreuenc, una mostra festiva de la cultura popular del barri, en què participen els gegants, els trabucaires, els diables i els balladors de l'Esbart Maragall. Aquesta entitat també organitza la mostra Sant Andreu Dansa, on s'exhibeixen els balls de totes les seccions. Les colles de diables de Sant Andreu, que al barri sempre han estat nombroses, s'uneixen per organitzar els correfocs.

## Motiu
Sant Andreu apòstol és el patró de la parròquia al voltant de la qual al segle xi es va originar el primer nucli de població, una festivitat que se celebra el 30 de novembre. Amb el pas dels anys, el nom es va mantenir, però aquella població eminentment rural esdevenia una vila obrera i menestral al segle xix. El topònim de Palomar prové del gran nombre de colomars que antigament hi havia a la vila.

## Actes destacats
- Esclat Andreuenc. El primer dia de festa major la Germandat de Trabucaires, Geganters i Grallers de Sant Andreu organitza aquesta mostra de la cultura popular. A més dels trabucaires i els gegants, hi participen més entitats del barri, com els dansaires de l'Esbart Maragall o les colles de diables. Tot comença amb una cercavila, després hi ha una passada de lluïment i culmina amb els balls finals.[1]
- Despertada. El diumenge de festa major els veïns són despertats a primera hora per comunicar-los que ja ha arribat el dia gran. A Sant Andreu la despertada és triple, perquè hi participen els grallers i els trabucaires de la Germandat i els diables de la Satànica de Sant Andreu. Els grups es concentren d'hora a la plaça d'Orfila i des d'allà es reparteixen pels carrers del barri per fer soroll amb trabucs, gralles i petards.[1]
- Cercavila gegantera. Els gegants de Sant Andreu, l'Andreu i la Colometa, són els amfitrions d'una de les cercaviles geganteres més reeixides que es fan a la ciutat. Normalment té lloc el diumenge de festa major i és molt concorreguda, perquè és l'última sortida de la temporada gegantera a Barcelona.[1]
- Sant Andreu Dansa. L'Esbart Maragall és una entitat històrica de foment de la dansa fundada el 1931. Cada any per la festa major organitza un festival de dansa on s'exhibeixen totes les seccions de l'entitat.[1]
- Correfoc. Sant Andreu té una llarga tradició de colles de diables i per aquest motiu el correfoc sempre ha estat un acte destacat dins el programa de la festa. Actualment al barri n'hi ha dues de molt actives: la Satànica de Sant Andreu i els Diables del Mercadal Infernal que organitzen, respectivament, el correfoc adult i l'infantil.[1]